# Championnats d'Europe de karaté 1979
Les championnats d'Europe de karaté 1979 sont des championnats internationaux de karaté qui ont eu lieu à Helsinki, capitale de la Finlande, en 1979. Cette édition a été la quatorzième des championnats d'Europe de karaté seniors organisés par la Fédération européenne de karaté chaque année depuis 1966. Un total de 240 athlètes provenant de dix-sept pays y ont participé.

## Résultats

### Épreuves individuelles
| Rang | Pays   | Karatéka        |
| ---- | ------ | --------------- |
| 1    | Italie | De Luca         |
| 2    | ?      | ?               |
| 3    | France | Christian Gauze |

| Rang | Pays    | Karatéka      |
| ---- | ------- | ------------- |
| 1    | Espagne | José González |
| 2    | ?       | ?             |
| 3    | ?       | ?             |

| Rang | Pays     | Karatéka    |
| ---- | -------- | ----------- |
| 1    | Pays-Bas | Fred Royers |
| 2    | ?        | ?           |
| 3    | ?        | ?           |

| Rang | Pays     | Karatéka          |
| ---- | -------- | ----------------- |
| 1    | Pays-Bas | Otti Roethoff     |
| 2    | France   | Claude Pettinella |
| 3    | ?        | ?                 |

| Rang | Pays     | Karatéka |
| ---- | -------- | -------- |
| 1    | Pays-Bas | Reeberg  |
| 2    | ?        | ?        |
| 3    | ?        | ?        |

| Rang | Pays    | Karatéka |
| ---- | ------- | -------- |
| 1    | Espagne | Carbila  |
| 2    | ?       | ?        |
| 3    | ?       | ?        |

## Épreuve par équipe
| Rang | Pays     |
| ---- | -------- |
| 1    | Pays-Bas |
| 2    | ?        |
| 3    | ?        |